# Équipe cycliste de l'Union soviétique

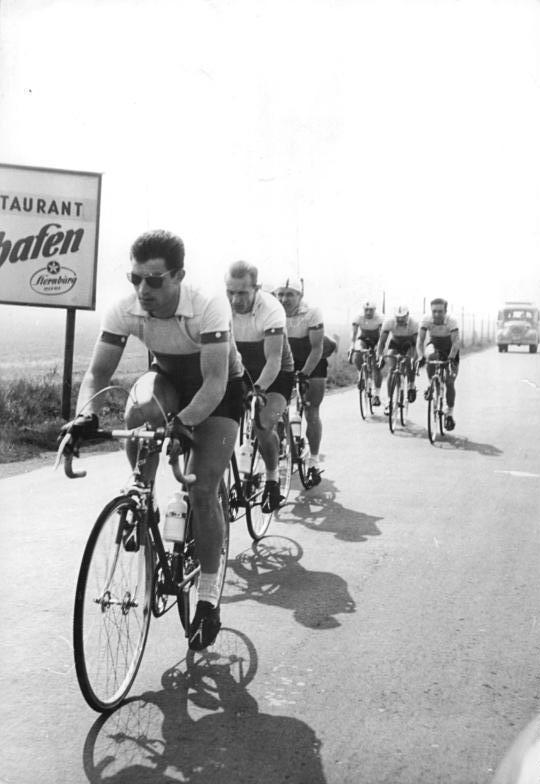
1960, l'équipe soviétique à l'entraînement avant la Course de la Paix. (Bundesarchiv Bild 183-72052-0001)

Une Équipe cycliste de l'Union soviétique est présente dans les compétitions cyclistes internationales sur route à partir des Jeux olympiques d'été de 1952. Jusqu'à sa dissolution, en 1991, elle a été constituée par l'élite des coureurs cyclistes des différentes Républiques de l'Union soviétique. En quarante années d'existence elle a été présente dans la plupart des grandes épreuves cyclistes "amateurs", puis "open". Le "bilan" est à mesurer à l'aune du cyclisme de cette période, où une séparation quasi étanche, jusque vers 1975 sépare le cyclisme "professionnel" et le cyclisme "amateur". Les succès du cyclisme soviétique sont néanmoins de grande valeur et lui confèrent une place de choix dans l'histoire de ce sport. Il y a des individualités, dont les performances sont à l'égal des champions occidentaux, tels les champions olympiques Viktor Kapitonov et Sergueï Soukhoroutchenkov, il y a aussi un esprit d'équipe qu'insufflent les responsables de l'équipe et que l'État soviétique promeut par des aides matérielles et des reconnaissances symboliques : décorations, diplômes, etc. 
Ainsi l'équipe cycliste sur route d'URSS masculine affiche au niveau collectif, en l'espace d'un tiers de siècle :
- 5 titres de champions olympiques : 2 individuels, 3 contre-la-montre en équipes auxquels s'ajoutent 2 médailles de bronze.
- 7 titres aux championnats du monde : 2 individuels, 5 contre-la-montre en équipes
- 9 victoires individuelles et 20 victoires par équipes dans la Course de la Paix
- 2 victoires individuelles et 4 victoires par équipes au Tour de l'Avenir

Entre 1967, date de la création de ce challenge, et 1991, dernière année de l'existence de l'URSS, l'équipe soviétique a remporté ou s'est vu attribuer par l'AIOCC 11 fois le Trophée que cette organisation décernait à la meilleure équipe dans la catégorie « amateurs ».

## Les orientations de la politique sportive soviétique

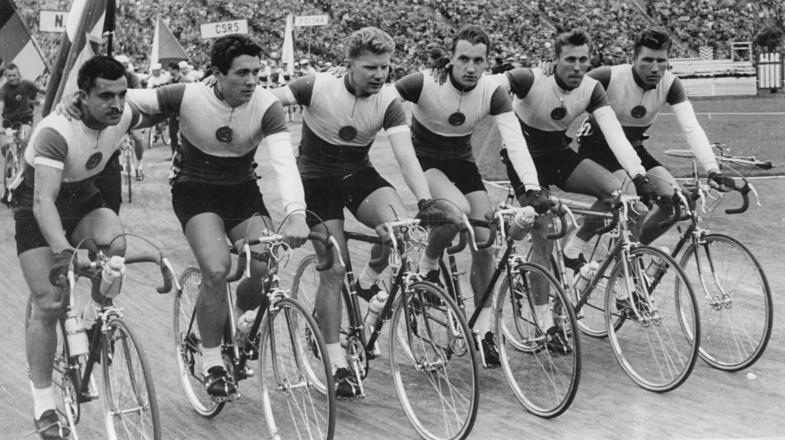
1961, 1962, la même équipe d'URSS triomphe dans le challenge collectif: de g. à dr., Saidschushin, Melikhov, Petrov, Moskwin, Kapitonov, Tcherepovitch

Outre les Jeux olympiques de fréquence quadriennale, et concernant de ce fait un nombre très restreint de coureurs, l'accent est mis par les instances sportives de l'URSS sur la victoire de ses coureurs dans les compétitions disputées par équipes, telle l'épreuve des Championnats du Monde « amateurs » des 100 km sur route contre-la-montre par équipes et dans les challenges et classements par équipes des grandes compétitions internationales que sont la Course de la Paix et le Tour de l'Avenir. Dans ce sens le rôle des sélectionneurs et entraîneurs de l'équipe cycliste de l'Union soviétique revêt une importance bien plus considérable que celui des sélectionneurs des équipes nationales des pays occidentaux. L'organisation du sport soviétique, et du cyclisme, pour centralisée et étatique qu'elle apparaisse répond cependant à des impératifs qui ne sont pas qu'internationaux. Ainsi les années où sont organisées les "Spartakiades" dont l'audience est large mais limitée au pays lui-même, les cyclistes soviétiques se doivent d'y participer. Lors de la septième Spartakiades, en juillet 1979, les courses sur route réunissent le « gratin » des équipes soviétiques, dispersé dans les équipes des 15 Républiques fédératives, dont les éléments sont soumis à une forte concurrence. Ce sont d'ailleurs des titulaires de l'équipe soviétique qui triomphent. Alexandre Gussiatnikov remporte le titre individuel, Sergueï Soukhoroutchenkov, Youri Kachirine sont dans l'équipe de la République fédérative de Russie qui l'emporte sur l'équipe de la République fédérative de Biélorussie et sur la sélection officielle de l'URSS. Sous l'égide de la Fédération soviétique de cyclisme, longtemps présidée puis supervisée par un ancien champion d'URSS Alexei Kupriyanov deux fortes personnalités ont tenu la fonction d'entraîneur-sélectionneur de l'équipe d'URSS: Leonid Cheletchniev, et Viktor Kapitonov. Le premier « coach » a un rôle majeur dans l'émergence de l'équipe d'URSS à partir de l'année 1956, année de la première victoire de l'équipe soviétique dans la Course de la Paix. Le second, nommé entraîneur de l'équipe soviétique en 1968, d'abord de concert avec Anatoli Tcherepovitch puis seul, est l'artisan du renouveau cycliste soviétique à partir de 1971. 

### Le tournant des années 1970
C'est à partir de cette année 1971 que les cyclistes soviétiques, peu favorisés par les conditions climatiques, viennent chaque début de saison cycliste parfaire leur condition physique, sur des épreuves en France, comme le Circuit de la Sarthe, le Ruban granitier breton. La Course de la Paix n'est plus l'objectif unique des préparations. L'épreuve du Championnat du monde par équipes, en est un autre. Certaines années ce sont trois équipes soviétiques qui s'expartient au printemps pour courir les deux épreuves françaises déjà citées, mais aussi, le Tour du Maroc, le Tour d'Algérie en avril, le Milk Race-Tour de Grande-Bretagne, le Tour d'Autriche en juin, le Grand Prix Guillaume Tell en Suisse alémanique, l'Olympia's Tour (Tour des Pays-Bas, amateur) plus tardivement. À partir de 1976, la saison des coureurs de l'URSS commence en février au Tour de Cuba et s'accroît en mai du Giro des amateurs et du Tour des régions italiennes, ce dernier organisé par le quotidien l'Unità, du Parti communiste italien. Depuis 1960, une équipe soviétique de premier plan participe au Grand Prix cycliste de L'Humanité, et les Soviétiques envoient annuellement leurs coureurs au Tour de Bulgarie, au Tour de Yougoslavie, au Tour de Slovaquie.
La seule épreuve qui manquât à ces campagnes était le Tour de l'Avenir. Bizarrement de prime abord, les Tour de Pologne (sauf quelques exceptions), Tour de RDA et Tour de Bohême (actuelle République tchèque) ne figurent pas au programme des cyclistes soviétiques. Mais ceux-ci n'avaient pas forcément les meilleures relations avec leurs homologues de ces fortes nations cyclistes. L'absence du Tour de Roumanie est aussi à noter.

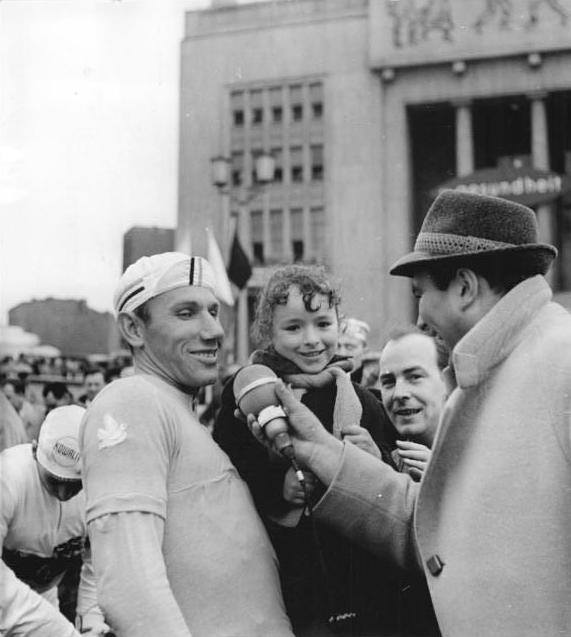
Pilier de l'équipe d'URSS jusqu'en 1964, Anatoli Tchérépovitch est ensuite entraîneur de l'équipe, avec Viktor Kapitonov. Il décède dans un accident d'automobile. La photo de 1962, le présente revêtu du maillot de leader de la Course de la Paix, qu'il portait 3 jours

#### Un exemple: 1974, année moyenne
En 1974 Viktor Kapitonov dirige les équipes routières soviétiques depuis cinq ans. Son système est donc rodé. 
- Dès la fin du mois de mars deux équipes soviétiques sont formées. L'une participe du 26 au 31 mars au Grand Prix d'Annaba en Algérie: Nikolaï Gorelov y triomphe en remportant toutes les étapes. Elle participe au Circuit de la Sarthe du 18 au 21 avril : outre le succès final de Ivan Skosirev, la 3e place de Aavo Pikkuus, âgé de 19 ans, les Soviétiques remportent 3 étapes sur 4 (Skosirev, Yuri Mikhailov, Likatchev), le challenge par équipes, et les 2 premières places du classement par points (1er: Ivan Skosirev; 2e : Valeri Likhatchev). Yuri Lavruschkin 6e, et Nikolaï Gorelov 13e participent au succès de l'équipe.
- Du 9 au 21 de ce mois d'avril, une autre équipe participe au Tour du Maroc : sur les 12 étapes disputées entre Al Hoceïma et Agadir, les soviétiques en remportent 9. Kapitonov n'est pas dupe et se plaint de la faible opposition rencontrée[6]. Ils occupent les 5 premières places du classement final: Andres Jacobson 1er remporte une étape et le classement par points; Alexandre Yudine, 2e, s'adjuge 2 étapes, Alexandre Gussiatnikov, 3e gagne une étape, tout comme Valeri Tchaplyguine, 4e. Vikenty Basko, 5e, Kout-Cherjavy, vainqueur d'une étape, Guennadi Komnatov 10e sont les autres compétiteurs soviétiques.
- Une troisième équipe est montée, en renfort de la première : en effet du 24 avril au 2 mai, au Tour des Pays-Bas amateur, et du 26 avril au 1er mai, sur les routes du Tour du Limousin, les Soviétiques continuent leur campagne occidentale, avec moins de brio. Dans la première épreuve, Vladimir Osokin (44e au classement final) est le seul à remporter une étape, et le premier soviétique, Paval Golunnichy, est 25e du classement final, tandis que dans l'épreuve limousine, derrière les Polonais Szurkowski et Kaczmarek, le jeune Saïd Gusseïnov doit se contenter de la 3e place. Rinat Charafuline termine 10e.
- Pourtant les deux objectifs majeurs, Course de la Paix et Championnat du monde par équipe, de la saison pour Kapitonov ne sont pas atteints. Le départ de la Course de la Paix a lieu le 8 mai à Varsovie. L'équipe sélectionnée est la suivante[7] : Valeri Likhatchev, Nikolaï Gorelov, Yuri Mikhailov, Ivan Skosirev, Aavo Pikkuus, Anatoli Tchusov. Curieusement aucun des Soviétiques ayant participé au Tour du Maroc n'en fait partie. Le vainqueur de ce tour Andres Jacobson, vainqueur du Tour d'URSS l'année précédente, reste sur la touche.  La moitié de l'équipe est néophyte sur la course réputée dure. Pourtant le jeune Aavo Pikkuus, 19 ans 1/2,  fait des débuts fracassants. Au soir du deuxième jour il se pare du maillot jaune. Mais il cède du terrain quelques jours plus tard, et ce sont les Polonais qui s'emparent du maillot jaune et du classement par équipes, pour ne plus les lâcher jusqu'à l'arrivée finale à Prague. Le premier soviétique Nikolaï Gorelov est 2e de la course, derrière Stanisław Szozda, Pikkuus est 5e, Tchusov est 9e, Likatchev 12e. Quant à Ivan Skosirev 21e et Yuri Mikhailov 28e ils disparaissent des sélections soviétiques.  L'équipe d'URSS est 2e du classement collectif. C'est un nouveau fiasco sur les deux tableaux. Absents de la victoire individuelle depuis 1965, les soviétiques encaissent leur deuxième défaite consécutive au classement des équipes, battus comme l'année précédente par l'équipe de Pologne, qui n'alignait pourtant pas Ryszard Szurkowski. Les coureurs polonais enlèvent six bouquets d'étape (dont 5 pour le seul Szozda), alors qu'un seul soviétique remporte une seule étape, Valeri Likhatchev. Il est vrai que l'entraîneur chef  Kapitonov n'est pas sur la course. L'entraineur de la sélection soviétique est un certain Guennadi Gorunov, qui « découvrait la course pour la première fois » lui aussi[8].
- Restent les championnats du monde, qui se déroulent fin août à Montréal (Canada). Quelques participations d'une équipe soviétique ont lieu dans l'intervalle, mais c'est plutôt leur absence au Tour de l'Avenir, en juillet, qu'il faut constater. Hors de leurs frontières, les soviétiques sont rares en 1974. Fin mai une équipe participe au Grand Prix cycliste de L'Humanité[9]Valeri Tchaplyguine remporte la victoire, devant son coéquipier Sergei Sinitzin, mais l'opposition est faible. Vient le Tour d'Autriche, disputé du 8 au 15 juin. Syndrome de la seconde place ? C'est celle de l'équipe d'URSS au classement des équipes[10], et du meilleur soviétique classé, Yuri Lavruschkin. Enfin, du 10 au 16 août, les soviétiques courent en Suisse au Grand Prix Guillaume Tell : Saïd Gusseïnov termine 3e, Aavo Pikkuus est 9e et remporte une étape, Boris Issaiev est 13e, Alexandre Gussiatnikov 14e, Vinkenty Basko 20e. 
Les Championnats mondiaux livrent le verdict de clôture. L'équipe d'URSS (Guennadi Komnatov, Vladimir Kaminski, Valeri Tchaplyguine, et Rinat Charafuline) termine 2e, derrière l'équipe de Suède, manquant la première marche de 2 secondes. La course individuelle ne permet pas mieux que la (bonne) 6e place de Tchaplyguine. Gussiatnikov est 8e, Pikkuus est 23e, Basko 35e.
L'année 1974 s'achève et les victoires, tant individuelles que par équipes, sont finalement peu nombreuses. Les choses sont différentes peu d'années plus tard, mais l'émergence d'individualités, aptes à gagner pour elles-mêmes est sans doute une condition nécessaire aux victoires d'une équipe.

### L'apogée des années 1980
En 1978, le programme d'un coureur cycliste soviétique membre de l'équipe nationale (ou plutôt supra-national, puisque le recrutement des coureurs se fait dans la plupart des 15 républiques soviétiques) a peu à envier à celui d'un coureur professionnel occidental, excepté le salaire. Le Tour de l'Avenir, le Tour de Luxembourg, le Tour de Basse-Saxe (en Allemagne du Nord) viennent compléter des saisons très chargées en Courses à étapes, mais faibles en classiques. Cela est peut-être une explication de deux  titres mondiaux individuels en cyclisme sur route en 40 années : Andreï Vedernikov en 1981, et Viktor Rjaksinski en l'ultime année 1991.  
Viktor Kapitonov, d'entraîneur qu'il était dans le courant des années 1970, devenait entraîneur-chef des équipes du cyclisme soviétique puis prenait des responsabilités plus importantes dans le cyclisme soviétique. Il passait, pour l'équipe routière, la main à Alexandre Gussiatnikov, ancien très bon coureur, qui avait tenu le rôle  de capitaine d'équipe, à Nikolaï Gorelov, au parcours similaire, deux hommes qui sont au cours des années 1990, directeurs sportifs d'équipes professionnelles. La décennie 1980-1990 est à la fois celle de l'apogée de l'équipe d'URSS et celle de son déclin. La révolution cycliste survient au début de l'année 1989, avant la chute du Mur de Berlin, et bien avant la chute finale de l'URSS. D’Italie les sirènes du professionnalisme attirent des coureurs soviétiques en leur ouvrant les portes d'un groupe sportif domicilié à Saint-Marin et jusqu'alors sponsor d'une équipe italienne dont le leader était Maurizio Fondriest.  Le groupe s'appelle Alfa Lum. À l'entrée de la saison 1989 il est uniquement composé des coureurs de l'équipe soviétique.

## L'équipe de l'Union soviétique et leTrophée de l'AIOCC
À partir de 1967, l'AIOCC, et sa branche « amateurs », le Rassemblement des organisateurs de courses cyclistes amateurs (ROCC), ce jusqu'en 1989, attribue un Trophée annuel à la meilleure équipe nationale amateurs. Jusqu'en 1982 ce challenge résulte d'un classement établi sur le cumul de points obtenus lors de la participation à un certain nombre d'épreuves cyclistes à étapes au cours de l'année. Sur une période précise de 24 années, ce challenge est attribué 11 fois à l'équipe de l'URSS, placée en outre deux fois sur le "podium"

### Le classement de l'équipe d'URSS
- 11 victoires : 1973, 1974, 1976, 1978, 1979, 1980, 1981, 1982, 1986, 1987, 1988.
- une deuxième place : 1972.
- une troisième place : 1975.

## Le cyclisme soviétique honore ses champions
Une des particularités du sport soviétique réside dans les honneurs qu'il réserve à ses champions, ses championnes et à l'encadrement sportif. Comme dans les autres disciplines sportives le titre de sportif émérite honore ceux et celles qui, dans les grandes compétitions internationales font, par leur victoire hisser le drapeau rouge de l'URSS aux mats des stades, des vélodromes, des podiums. Ainsi les victoires aux Jeux olympiques, aux championnats du monde et à la Course de la Paix sont récompensées par le titre de maître émérite des sports.

## L'équipe soviétique dans laCourse de la Paix

### statistiques
- Première participation : 1954
- Premier classement: 6e[14]

- Dernière participation : 1991
- nombre de participations : 38
- nombre de victoires : 20

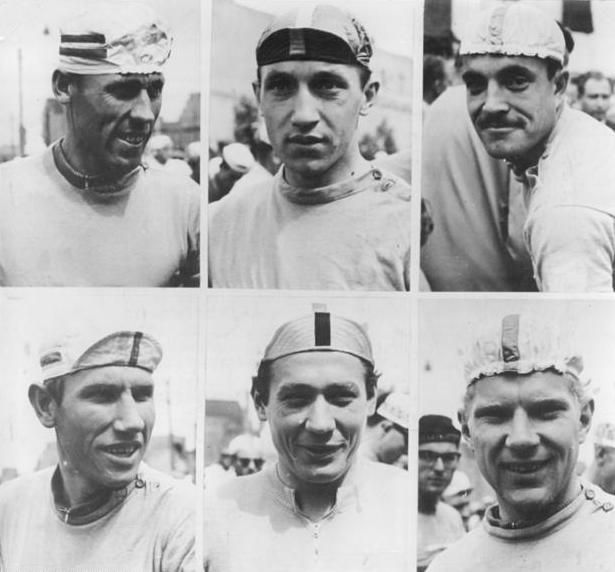
Les mêmes coureurs que ci-dessus, Course de la Paix 1961

- années de victoire : 1956, 1958, 1959, 1961, 1962, 1965, 1966, 1971, 1972, 1975, 1976, 1977, 1978, 1979, 1980, 1981, 1984, 1985, 1986, 1988
- nombre de deuxièmes places : 5[15]
- années de deuxième place : 1969, 1973, 1974, 1982, 1987
- nombre de troisième places : 5
- années de troisième place : 1957, 1960, 1963, 1970, 1991

### Les victoires individuelles
Les Soviétiques ont remporté 10 éditions de la Course de la Paix, avec 9 coureurs. Un seul d'entre eux cumule deux victoires : Sergueï Soukhoroutchenkov. Le premier Soviétique qui triomphe est Youri Melikhov, en 1961. Les sept années de "vaches maigres", entre 1954 et 1961 constituent une période d'apprentissage longue, sans être exceptionnelle, comparée avec celle  d'autres équipes. Ainsi l'équipe de Pologne, participante dès 1948, n'enregistre la victoire d'un des siens qu'en 1956. Les uns et les autres se rattrapent ensuite. Ce qui est remarquable pour les Soviétiques tient en ce qu'en 38 années de présence continue dans la course, le taux de réussite au classement général final de 26 % avec un maximum de vainqueurs.

### étapes contre-la-montre par équipes

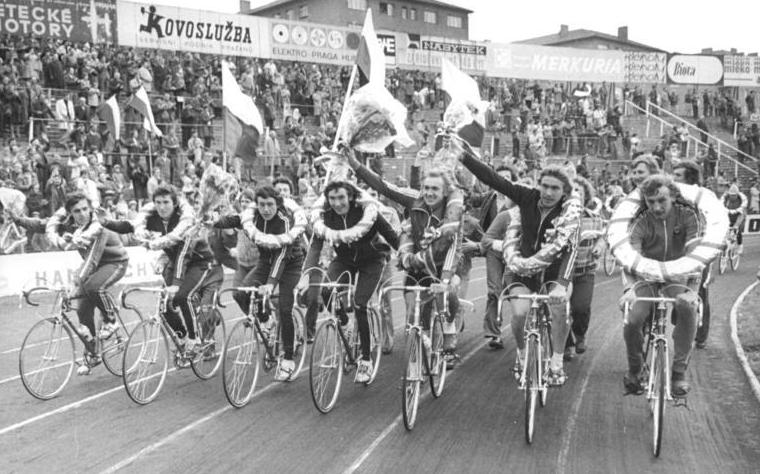
Course de la Paix 1977, l'équipe de l'Union soviétique domine le classement collectif, et le classement individuel. De dr. à g. : Vladimir Osokin, Aavo Pikkuus, (le coureur polonais Mytnik), Valeri Tchaplyguine, Alexandre Gussiatnikov, Alexandre Averine, Yuri Zajac

Sept étapes ont été disputées contre-la-montre par équipes, entre 1961 et 1986 : 4 ont été remportées par l'équipe soviétique (les 3 autres l'ont été par l'équipe de la RDA). Ces victoires interviennent en :
- 1961
- 1962
- 1985
- 1986

### 102 victoires d'étape
- Le meilleur réalisateur soviétique  en victoires d'étapes est Alexeï Petrov : 11 victoires entre 1961 et 1966.
- suivent : Valeri Likhatchev, 10 victoires, Youri Melikhov 8 victoires, Charkid Zagretdinov et Djamolidine Abdoujaparov, 6 victoires, Rikho Suun et Anatoli Tcherepovitch, 5 victoires.
- Alexandre Averine, Viktor Kapitonov, Gainan Saidschushin, Sergueï Soukhoroutchenkov, 4 victoires, Vladimir Osokin et Aavo Pikkuus, 3 victoires.
- Ils sont 7 qui ont gagné  2 étapes : Youri Barinov, Vassili Davidenko, Nikolaï Gorelov, Boris Issaiev, Vasyl Zhdanov, Evgeni Klevtzov et Guennadi Lebediev.
- Les autres réalisateurs, une étape chacun, sont au nombre 14 [17]: Boris Biebenin, Vasyl Zhdanov, Nikolaï Kolumbet, Ivan Mitchenko, Sergei Morozov, Igor Moskalev, Vladislav Nelyubin, Viktor Rjaksinski, Ivan Romanov, Rinat Charafuline, Anatoli Starkov, Pavel Tonkov, Piotr Ugrumov, Yuri Zakharov,

### équipes victorieuses du classement "par équipes"
- 1956: Nikolaï Kolumbet 3e, Pavel Vostriakov 9e, Viktor Verchinin 26e, Rotislav Cizikov 28e, Evgeni Klevtzov 30e, Vladimir Kriuzkov 61e.
- 1958: Boris Biebienin 2e, Pavel Vostriakov 6e, Viktor Kapitonov 7e, Nikolaï Kolumbet 29e, Evgeni Klevtzov 33e, Yuri Koledov 35e.
- 1959: Youri Melikhov 7e, Viktor Kapitonov 8e, Pavel Vostriakov 14e, Anatoli Tcherepovitch 24e, Nikolaï Kolumbet 38e, Boris Biebienin 46e.
- 1961: Youri Melikhov 1er, Viktor Kapitonov 2e, Anatoli Tcherepovitch 5e, Gainan Saidschushin 14e, Alexeï Petrov 16e, Stanislav Moskvine 46e,
- 1962: -- même équipe --Gainan Saidschushin 1er, Youri Melikhov 2e, Alexeï Petrov 5e, Viktor Kapitonov 8e, Anatoli Tcherepovitch 10e, Stanislav Moskvine 22e.
- 1965: Guennadi Lebediev 1er, Gainan Saidschushin 4e, Alexandre Dochlijakov 15e, Youri Melikhov 45e, Stanislaw Czepiel 48e, Alexeï Petrov ab.
- 1966: Alexandre Dochlijakov 2e, Alexeï Petrov 6e, Vladimir Zarkov 20e, Gainan Saidschushin 29e, Anatoli Olizarenko 54e, Guennadi Lebediev 60e.
- 1971:  Anatoli Starkov 3e, Vladislav Nelyubin 5e, Ringolds Kalnenieks  7e, Alexandre Gussiatnikov 9e, Yuri Osintsev  17e, Vassili Bieloussov  19e, Vladimir Sokolov 23e.

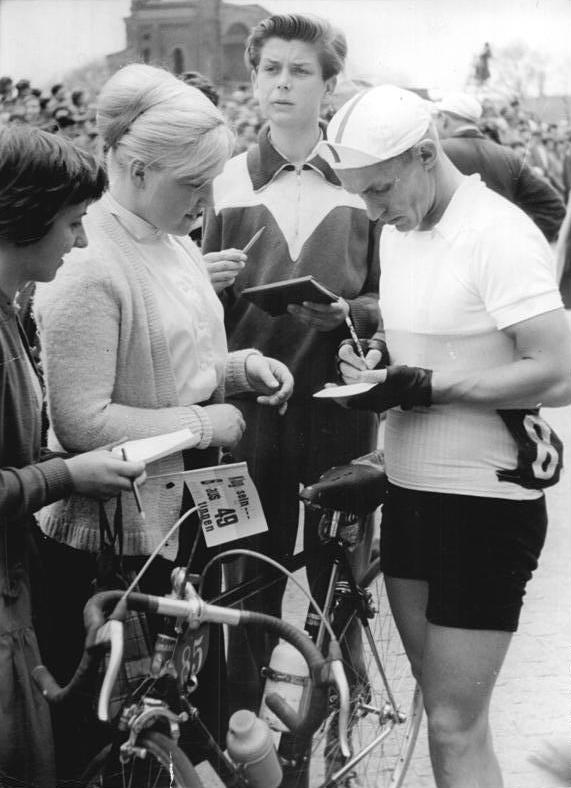
Pavel Vostriakov, ici en 1960, alors qu'il est "capitaine de route" de l'équipe soviétique, n'a pas remporté la Course de la Paix individuellement, mais il a remporté le challenge des équipes à 3 reprises : 1956, 1958, 1959

- 1972: Vladislav Nelyubin 2e, Nikolaï Gorelov 4e, Alexandre Gussiatnikov 5e, Igor Moskalev 8e, Yuri Dmitriyev 13e, Vassili Bieloussov 20e.
- 1975: Aavo Pikkuus 3e, Valeri Tchaplyguine 4e, Alexandre Gussiatnikov 5e, Vladimir Osokin 12e, Valeri Likhatchev 25e, Alexandre Yudine 26e.
- 1976: Boris Issaiev 4e, Mikhail Pierviejev 15e, Sergueï Morozov 22e, Alexandre Gussiatnikov 23e, Nikolaï Gorelov 25e, Alexander Tichonov 26e.
- 1977: Aavo Pikkuus 1er, Vladimir Osokin 2e, Yuri Zajac 11e, Alexandre Gussiatnikov 15e, Alexandre Averine 21e, Valeri Tchaplyguine 52e.
- 1978: Alexandre Averine1er, Yuri Zacharov 2e, Aavo Pikkuus 6e, Alexandre Gussiatnikov 8e, Saïd Gusseïnov 13e, Sergueï Morozov 14e.
- 1979: Sergueï Soukhoroutchenkov 1er, Aavo Pikkuus 6e, Ramazan Galaletdinov 11e, Saïd Gusseïnov 16e, Alexandre Averine 28e, Sergeï Nikitenko 32e.
- 1980: Youri Barinov 1er, Sergueï Morozov 4e, Charkid Zagretdinov 11e, Valeri Tchaplyguine 12e, Leon Dejits 18e, Boris Issaiev 19e.
- 1981: Charkid Zagretdinov 1er, Sergueï Soukhoroutchenkov 2e, Ivan Mitchenko 3e, Youri Kachirine 8e, Youri Barinov 9e, Oleg Logvine 13e.
- 1984: Sergueï Soukhoroutchenkov 1er, Piotr Ugrumov 4e, Sergei Uslamin 8e, Sergueï Voronine 9e, Viktor Demidenko 13e, Oleg Logvine 24e.
- 1985: Piotr Ugrumov 6e, Rikho Suun 13e, Youri Kachirine 14e, Vasyl Zhdanov 17e, Alexandre Zinoviev 22e, Viktor Klimov 29e.
- 1986: Vladimir Poulnikov 2e, Assiat Saitov 3e, Viktor Klimov 4e, Sergei Uslamin 5e, Ivan Romanov 6e, Vasyl Zhdanov 9e.
- 1988: Vladimir Poulnikov 2e, Piotr Ugrumov 3e, Sergei Uslamin 5e, Pavel Tonkov 9e, Dimitri Konyshev 11e, Djamolidine Abdoujaparov 14e.

## L'équipe soviétique auTour de l'Avenir

### statistiques
- Première participation : 1963
- Premier classement : 6e
- Dernière participation: 1989
- Nombre de participations : 15[18]
- Nombre de victoires : 4
- années de victoire : 1978, 1979, 1980, 1981
- nombre de deuxièmes places : 3
- années de deuxième place : 1968, 1982, 1984
- nombre de troisièmes places : 1
- années de troisième place : 1988
- autres classements : 5e en 1966, 1985.

### 3 étapes contre-la-montre par équipes
3 victoires : en 1978, 1979, 1986.

### 36 victoires d'étape en ligne
20 coureurs ont remporté 36 victoires (individuelles) d'étapes
- 6 victoires d'étape : Sergueï Soukhoroutchenkov
- 4 victoires d'étapes : Alexandre Averine
- 3 victoires d'étape : 2 coureurs Youri Barinov, Youri Melikhov
- 2 victoires d'étape : 4  Ramazan Galaletdinov, Oleg Iarochenko, Youri Kachirine, Sergei Morozov
- 1 victoire d'étape :  Djamolidine Abdoujaparov, Pepp Iyffert, Dimitri Konyshev, Sergei Krivocheev, Vladimir Mouravski, Yuri Petrov, Vladimir Poulnikov, Rikho Suun, Piotr Ugrumov, Vladimir Urbanovitch, Andreï Vedernikov, Alexandre Zinoviev

### équipes au départ
- 1963 : Anatoli Olizarenko 17e , Viktor Kapitonov 19e, Anatoli Tcherepovitch 28e, Alexandre Kulibin 30e, Gainan Saidschushin 32e, Youri Melikhov 49e, Alexeï Petrov, ab.
- 1966 : Alexandre Dochlijakov 9e, Vladimir Urbanovitch 14e, Leonid Sobko 37e, Kaliu Koch 38e, Viktor Tcherevko 41e, Pepp Iyffert 52e, Leonid Belski 56e, Alex Lavrimenko, ab.
- 1968 : Yuri Mikhailov 8e, Viktor Petrov 11e, Pepp Iyffert 17e, Alexandre Ivachine 24e, Kaliu Koch 30e, Vladimir Koukharski 32e, Viktor Tcherevko 36e, Vitali Vigovski 44e.
- 1978 : Sergueï Soukhoroutchenkov 1er, Ramazan Galaletdinov 2e, Sergueï Morozov 3e, Alexandre Averine 4e, Saïd Gusseïnov 11e, Yuri Zacharov 35e, Aavo Pikkuus, ab.
- 1979 : Sergueï Soukhoroutchenkov 1er, Saïd Gusseïnov 2e, Sergueï Morozov 4e, Youri Kachirine 6e, Alexandre Averine 24 e, Vladimir Makarkine 76e, Yuri Petrov 83e
- 1980 : Sergueï Soukhoroutchenkov 2e, Youri Kachirine 3e, Youri Barinov 5e, Ramazan Galaletdinov 7e, Sergueï Morozov 12e, Alexandre Averine 16e, Rikho Suun, ab.
- 1981 : Sergueï Soukhoroutchenkov 2e, Sergueï Morozov 4e, Vladimir Volochin 15e, Youri Barinov 18e, Andreï Vedernikov 23e, Sergei Krivocheev 58e.
- 1982 : Piotr Ugrumov 8e, Sergueï Morozov 10e, Youri Kachirine 17e, Sergueï Soukhoroutchenkov 18e, Andreï Vedernikov 20e, Nikolai Kossiakov 21e, Pavel Mujitsky 48e.
- 1984 : Ivan Ivanov 4e, - Viktor Demidenko 6e, Piotr Ugrumov 12e, Oleg Iarochenko 29e, Sergei Uslamin 54e, Sergueï Voronine 68e, Alexandre Zinoviev ab.
- 1985 : Sergei Uslamin 16e, Vladimir Poulnikov 17e, Vasyl Zhdanov 19e, Alexandre Zinoviev 28e et 1er par points, Djamolidine Abdoujaparov 31e, Piotr Ugrumov, Rikho Suun.
- 1986 : Vladimir Mouravski 14e, Ivan Ivanov 15e, Viktor Demidenko 28e, Oleg Iarochenko 37e, Rikho Suun 43e, Konsantin Bankin 80e.
- 1987 : Piotr Ugrumov 3e, Dimitri Konyshev, 24e, Sergei Uslamin 27e, Alexandre Zinoviev 45e, Viktor Klimov 40e, Vasyl Zhdanov 61e.
- 1988 : Vladimir Poulnikov 7e, Andrei Teteriouk 11e, Piotr Ugrumov 15e, Sergei Uslamin 19e, Romes Gainetdinov 27e, Dimitri Konyshev.
- 1989 : Viktor Klimov 26e, Andrei Chiapele 42e, Yuri Manuylov 61e, Alexandre Diadichkin 70e, Guennadi Parkhomenko 103e, Sergueï Outschakov ab.

## L'équipe soviétique auChampionnat du monde, épreuve contre-la-montre par équipes

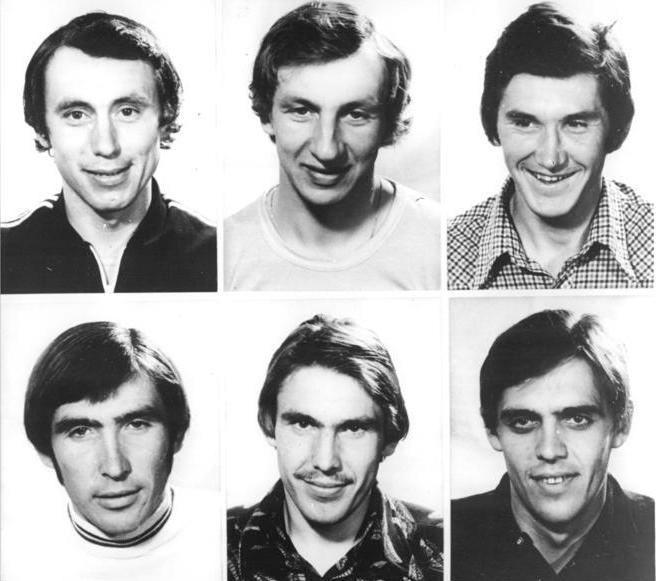
Course de la Paix 1977, l'équipe soviétique. En haut de g à d: Alexandre Averine, maillot vert des Tours de l'Avenir 1978 et 1979, Vladimir Osokin, futur champion olympique par équipe en 1980 Alexandre Gussiatnikov, futur entraîneur de l'équipe de l'URSS. Rang du bas : Valeri Tchaplyguine, Aavo Pikkuus, tous deux champions du monde 1977 et olympiques 1976, Yuri Zajac

### statistiques
- Première participation : 1962 (création de l'épreuve)[20]
- premier classement : 4e
- dernière participation : 1991
- nombre de participations : 24
- nombre de victoires : 5
- années de victoire : 1970, 1977, 1983, 1985, 1990
- nombre de médaillés or : 20
- nombre de deuxièmes places : 6
- années de deuxième place : 1973, 1974, 1975, 1978, 1981, 1987
- nombre de troisièmes places : 3
- années de troisième place : 1963, 1982, 1989

### équipes
- 1962 : 4e - Viktor Kapitonov, Evgeni Klevtzov, Alexeï Petrov, Anatoli Tcherepovitch
- 1963 :  3e - Viktor Kapitonov, Youri Melikhov, Anatoli Olizarenko, Gainan Saidschushin
- 1964 : 9e - Antas Vjaravas, Guennadi Lebediev, Anatoli Olizarenko, Alexeï Petrov
- 1965 : 7e - Alexander Dochlijakov, Stanistav Cheppel, Alexeï Petrov, Anatoli Olizarenko
- 1966 : 5e - Alexander Dochlijakov, Pepp Iyffert, Vladimir Urbanovitch, Viktor Tcherevko
- 1967 : 5e - Alexander Dochlijakov, Vladislav Nelyubin, Viktor Soukhoroutchenkov, Vladimir Tcherkassov
- 1969 : 6e - Vassili Belousov, Nikolai Dmitriuk, Anatoli Starkov, Boris Choukhov
- 1970 :  1er - Valeri Iardy, Vladimir Sokolov, Boris Choukhov, Valeri Likhatchev
- 1971 : 8e - Boris Choukhov, Valeri Likhatchev, Nikolai Sytnik, Guennadi Komnatov
- 1973 :  2e - Boris Choukhov, Guennadi Komnatov, Yuri Michailov, Sergei Sinitzin
- 1974 :  2e - Guennadi Komnatov, Vladimir Kaminski, Valeri Tchaplyguine, Rinat Charafuline
- 1975 :  2e - Guennadi Komnatov, Vladimir Kaminski, Valeri Tchaplyguine, Aavo Pikkuus
- 1977 :  1er - Anatoli Tchoukanov, Valeri Tchaplyguine, Vladimir Kaminski, Aavo Pikkuus
- 1978 :   2e - Aavo Pikkuus, Vladimir Kaminski, Vladimir Kuznetzov, Alguimantus Gustiavitssus
- 1979 : 4e - Vladimir Kuznetzov, Anatoli Yarkine, Sergei Prybyl, Youri Kachirine
- 1981 :  2e - Youri Kachirine, Oleg Logvine, Anatoli Yarkine, Serguei Kadatski
- 1982 :  3e - Youri Kachirine, Oleg Logvine, Sergueï Voronine, Oleh Petrovich Chuzhda
- 1983 :  1er - Youri Kachirine, Sergueï Navolokine, Alexandre Zinoviev, Oleh Petrovich Chuzhda
- 1985 :  1er - Vasyl Zhdanov, Viktor Klimov, Alexandre Zinoviev, Igor Sumnikov.
- 1986 : 5e - Vasyl Zhdanov[21], Viktor Klimov, Assiat Saitov, Igor Sumnikov.
- 1987 :  2e - Viktor Klimov, Assiat Saitov, Igor Sumnikov, Evgueni Zagrebelny.
- 1989 :  3e - Viktor Klimov, Evgueni Zagrebelny, Yuri Manuylov, Oleh Halkin.
- 1990 :  1er - Oleh Halkin, Igor Patenko, Ruslan Zotov, Alexandre Markovitchenko.
- 1991 : Alexandre Markovitchenko, Igor Novikov, Igor Pastukhovitch, Yuri Prokopenko

## Les Soviétiques dans le Championnat du monde en ligne amateurs
Entre 1953 et 1991, les coureurs soviétiques ont participé, en principe, à tous les championnats du monde. Pour 34 participations, le bilan est de deux titres et une médaille d'argent. Soit 3 médailles obtenues pour 102 mises en compétition. Quant aux coureurs placés parmi les 10 ou 15 premiers, la liste ci-dessous en montre le nombre

### les médaillés
- 2 victoires : Andreï Vedernikov en 1981, Viktor Rjaksinski en 1991.
- 1 médaille d'argent : Sergei Morozov en 1977.

### autres coureurs classés
Les années où des coureurs de l'équipe de l'URSS entrent parmi les 20 premiers du classement du championnat
- les années 1950 : Anatoli Tcherepovitch 14e en 1956; Anatoli Tcherepovitch 17e en 1957; Viktor Kapitonov 12e en 1958; Youri Melikhov 4e et Evgeni Klevtzov 5e en 1960
- les années 1960 : Alexeï Petrov 18e en 1961; Alexeï Petrov 10e et Viktor Kapitonov 11e en 1962; Alexeï Petrov 7e en 1964; Kaliu Koch 15e en 1966; Nikola Dmitruk 6e en 1969.
- les années 1970 : Valeri Likhatchev 12e et Anatoli Starkov 17e en 1970; Alexandre Gussiatnikov 7e et Nikola Dmitruk 9e en 1971; Nikolaï Gorelov 12e en 1973: Valeri Tchaplyguine 6e et Alexandre Gussiatnikov 8e en 1974; Vikenty Basko 15e en 1975; Vladimir Chapovalov 17e et Alexandre Gussiatnikov 20e en 1977;  Alexandre Averine 9e en 1979.
- les années 1980 : Rikho Suun 7e et Youri Barinov 12e en 1981; Piotr Ugrumov 18e en 1982;  Nikolai Kossiakov 13e et Sergueï Voronine 18e en 1983;  Viktor Klimov 8e en 1987; Viktor Klimov 9e, Andrei Teteriouk 13e et Pavel Tonkov 19e  en 1989; Alexandr Shefer 15e en 1990; Viatcheslav Djavanian 4e en 1991.

## L'équipe soviétique aux Jeux olympiques, épreuve contre-la-montre par équipes

### statistiques
- Première participation: 1960 (création de l'épreuve)[25]
- premier classement : 3e
- dernière participation : 1988
- nombre de participations : 7
- médailles d'or : 3
- années de victoires : 1972, 1976, 1980
- nombre de médaillés or : 12
- médailles de bronze : 1
- années de troisième place : 1960

### équipes
- 1960, Rome :  - 3e - Viktor Kapitonov, Evgeni Klevtzov, Youri Melikhov, Alexeï Petrov
- 1964, Tokyo : - 5e - Youri Melikhov, Alexeï Petrov, Gainan Saidschushin, Anatoli Olizarenko
- 1968, Mexico : - 9e - Alexander Dochlijakov, Valeri Iardy, Boris Choukhov, Yuri Dmitriyev
- 1972, Munich :  - 1er - Valeri Likhatchev, Valeri Iardy, Guennadi Komnatov, Boris Choukhov
- 1976, Montréal :  - 1er - Valeri Tchaplyguine, Vladimir Kaminski, Anatoli Tchoukanov, Aavo Pikkuus
- 1980, Moscou :  - 1er - Youri Kachirine, Anatoli Yarkine, Oleg Logvine, Sergueï Chelpakov
- 1988, Séoul : - 7e - Vasyl Zhdanov, Viktor Klimov, Igor Sumnikov, Assiat Saitov

### équipe de la CEI aux Jeux olympiques de Barcelone
- 1992, Barcelone : - 4e- Oleh Halkin, Igor Patenko, Igor Pastukhovich, Igor Dzyuba

## Équipe soviétique aux Jeux olympiques: Championnat individuel sur route (masculin)

### Statistiques
- première participation : 1952
- dernière participation : 1988 (CEI : 1992)
- nombre de participations / nombre d'olympiades de la période : 9 / 10
- Médailles d'or : 2
  - médaillés : Viktor Kapitonov (1960); Sergueï Soukhoroutchenkov (1980)
- Médaille d'argent : 0
- Médaille de bronze : 1
  - médaillé : Youri Barinov (1980)

### Participants
- 1952 : Evgeni Klevtzov 40e
- 1956 : Anatoli Tcherepovitch 15e; Nikolaï Kolumbet 16e; Viktor Kapitonov 32e; Viktor Verschinin 35e
- 1960 :  Viktor Kapitonov 1er; Youri Melikhov 4e; Evgeni Klevtzov 33e
- 1964 : Gainan Saidschushin 41e; Anatoli Olizarenko 56e; Youri Melikhov 60e; Alexeï Petrov 62e
- 1968 : Valeri Iardy 17e; Yuri Dimitriev 32e; abandons: Vladislav Nelyubin, Anatoli Starkov
- 1972 : Valeri Likhatchev 34e; Anatoli Starkov 35e; abandons: Valeri Iardy, Ivan Trifonov**
- 1976 : Nikolaï Gorelov 5e, Alexandre Averine 17e; Valeri Tchaplyguine 39e ; Aavo Pikkuus 44e.
- 1980 :  Sergueï Soukhoroutchenkov 1er ;  Youri Barinov 3e;  Anatoli Yarkine 6e, Youri Kachirine  23e
- 1988 : Djamolidine Abdoujaparov 5e, Assiat Saitov 51e, Rikho Suun 60e

## Autres grandes épreuves à étapes

### Tour d'Espagne
- 1985[26]: Youri Barinov 72e, Serguei Ermachenko 53e, Ivan Ivanov, 20e, Nikolai Kossiakov 76e, Vladimir Malakhov 71e, vainqueur de la 19e étape, Alexandre Ossipov 52e, Yuri Perunovski 77e, Andrei Toporichev 37e, Andreï Vedernikov ab., Vladimir Volochin 32e.
- 1986 : Viktor Demidenko 39e, vainqueur de la 18e étape, Serguei Ermachenko ab 9e ét., Ivan Ivanov 27e, Youri Kachirine ab., Oleg Logvine ab., Vladimir Muravski 61e, Alexandre Ossipov ab., Sergueï Soukhoroutchenkov 70e, Andreï Vedernikov 60e, Vladimir Volochin ab.

### Tour de Luxembourg
Le Tour de Luxembourg est le premier tour national « historique », professionnels, à pratiquer l'ouverture aux coureurs amateurs. Les soviétiques y délèguent une équipe à cinq éditions consécutives entre 1978 et 1982

#### Classement par équipes
- 1981 : Victoire de l'équipe d'URSS.

#### Classement individuel
- 1978 : Charkid Zagretdinov 4e, Aavo Pikkuus 13e, Sergueï Morozov 25e
- 1979 : Saïd Gusseïnov 7e, Sergueï Morozov 15e, Boris Issaiev 22e, Charkid Zagretdinov 23e, Algirdas Vaitkus 40e, Alexandre Babin, 41e.
- 1980 : Saïd Gusseïnov 8e, Sergueï Morozov 11e, Oleg Filcchin 16e, Charkid Zagretdinov 24e
- 1981 : victoire de Youri Barinov; Igor Bokov, est 2e, Rikho Suun 3e, Sergueï Soukhoroutchenkov 4e et, Charkid Zagretdinov 5e
- 1982 : Igor Bokov 3e , Rikho Suun 24e, Viktor Kupovets 33e, Alexei Akhov 37 e, Sergei Krivocheev 38e

#### Autres classements
- Les vainqueurs d'étapes :
  - 1978 : Charkid Zagretdinov, 2e étape
  - 1981 : Rikho Suun, prologue contre-la-montre; Charkid Zagretdinov, 3e étape; Sergueï Soukhoroutchenkov, 4e étape
  - 1982 : Igor Bokov, 1re étape
- Les vainqueurs de classements annexes :
  - 1978 : Sergueï Morozov, Prix de la montagne
  - 1979 : Boris Issaiev, classement des étapes "volantes"
  - 1981 : Rikho Suun, classement par points; Youri Barinov, Prix de la montagne

### Milk Race

#### Les victoires
- au Classement par équipes : la Milk Race, nom du Tour de Grande-Bretagne, a été une des courses « occidentales » où les coureurs soviétiques ont été le plus précocement et le plus fréquemment présents. Présente quatre années de suite à partir de 1966, l'équipe d'URSS après sept années d'absence fait retour en 1977 en terres britanniques. Elle y revient chaque année[27] et y est présente jusqu'à  l'édition de 1991. Pour dix-sept participations, l'équipe soviétique remporte dix fois le classement par équipes : 
  - victoire de l'équipe soviétique en : 1966, 1967, 1968, 1977, 1978, 1979, 1980, 1982, 1984, 1987.
- Les victoires individuelles : elles sont au nombre de sept, et sont  réalisées par six coureurs, toutes après 1976. Ainsi, ont triomphé au classement final : 
  - Youri Kachirine, 2 victoires, Saïd Gusseïnov 1977, Ivan Mitchenko, Sergei Krivocheev, Oleh Petrovich Chuzhda, Vasyl Zhdanov.

#### Les vainqueurs de 54 étapes et demi-étapes
- 1966 : Stanislav Tchepel, 2 étapes ; Yuri Pominov, une étape.
- 1967 : Anatoli Starkov, une étape;  Viktor Soukhoroutchenkov, une étape;  équipe d'URSS, une étape contre-la-montre par équipes.
- 1968 : Yuri Polupanov, une étape
- 1977 : Mikhaïl Perveev, 2 étapes
- 1978 : Viatcheslav Dedenov, Alexandre Kisliak, Sergueï Soukhoroutchenkov, Anatoli Misklashevitch, une étape chacun.
- 1979 : Yuri Sakharov, 2 étapes; Valeri Tchaplyguine, Youri Kachirine, Algis Motskous, Vladimir Kaminski, une étape chacun.
- 1980 : Sergeï Nikitenko, Alexandre Averine, 2 étapes chacun; Ivan Mitchenko, Sergueï Soukhoroutchenkov, une étape chacun.
- 1981 : Andreï Vedernikov, une étape.
- 1982 : Youri Kachirine, 3 étapes; Oleh Petrovich Chuzhda, Oleg Logvine, une étape.
- 1984' : Oleh Petrovich Chuzhda, 2 étapes; Sergeï Smievskov, Youri Kachirine, Alexandre Zinoviev, Vasyl Zhdanov, une étape.
- 1985 : Tomas Kirsipuu, 2étapes; Oleh Petrovich Chuzhda, une étape
- 1986 : Djamolidine Abdoujaparov, 3 étapes; Sergeï Smievskov, Igor Sumnikov, une étape chacun.
- 1987 : Igor Sumnikov, 4 étapes + 1 prologue; Valeri Sapronov, une étape.
- 1988 : Ivan Ivanov, Vasyl Zhdanov, une étape.
- 1990 : Pavel Tonkov, une étape.
- 1991 : néant

#### Les coureurs placés
- 1966[28] : Stanislav Tchepel 2e, Yuri Pominov 4e, Vitali Tkachenko 5e, Valeri Tcherkasov 11e, Jaan Klassepp 25e.
- 1967 : Anatoli Starkov 8e, Anatoli Lavrinenko 14e, Vladislav Nelyubin 25e(et 1er du prix de la montagne), Viktor Soukhoroutchenkov 38e.
- 1968 : Vladimir Sokolov 2e, Nikolai Fadeev 10e, Jaan Klaassepp 12e
- 1977 : Saïd Gusseïnov 1er, Sergueï Morozov 6e (+ prix de la montagne), Rinat Charafuline 10e; autre participant, Vassili Beloussov.
- 1978 : Sergueï Soukhoroutchenkov 10e, Alexandre Kisliak 12e, Anatoli Miklashevitch  13e
- 1979 : Youri Kachirine 1er, Valeri Tchaplyguine 4e, Yuri Sakharov 5e, Vladimir Kaminski 11e
- 1980 : Ivan Mitchenko 1er, Ramazan Galaletdinov 2e (+ prix de la montagne), Sergueï Soukhoroutchenkov 3e, Alexandre Averine 4e, Sergeï Nikitenko 6e, Anatoli Yarkine 15e
- 1981 : Sergei Krivocheev 1er, Andreï Vedernikov 2e (+ prix de la montagne), Vladimir Malakhov 12e
- 1982 : Youri Kachirine 1er, Oleg Logvine 2e, Oleh Petrovich Chuzhda 3e, Andreï Vedernikov 15e
- 1984 : Oleh Petrovich Chuzhda 1er, Sergeï Smievskov 7e, Vasyl Zhdanov 9e, Oleg Iarochenko 13e
- 1985 : Vladimir Poulnikov 7e (+ prix de la montagne), Tomas Kirsipuu 11e (+ classement par points)
- 1986 : Piotr Ugrumov 4e (+ prix de la montagne)
- 1987 : Alexandre Zinoviev 2e, Ivan Ivanov 7e, Valeri Sapronov 8e
- 1988 : Vasyl Zhdanov 1er, Ivan Ivanov 5e
- 1990 : Pavel Tonkov 12e
- 1991 : Vladimir Abramov 11e, Pavel Tonkov 16e, Dimitri Tcherkachine 20e, Oleg Polovnikov 42e

### Tour d'Autriche

#### Classement par équipes
- Victoire de l'équipe de l'URSS : 1973, 1981, 1984, 1987.
- 2e place en : 1974, 1975, 1985.
- 3e place en : 1977, 1983.

#### Classement individuel
- 1973 : Vladislav Nelyubin 2e [29], Yuri Ozintcev 4e, Nikolaï Gorelov 6e, Yuri Lavruschkin 10e, Ringolds Kalnenieks 17e, Ivan Trifonov 24e
- 1974 : Juri Lavruschkin, 2e, Boris Choukhov 4e, Nikolai Rozumenko 13e, Amuz Gubaidulin 17e.
- 1975 : Vladimir Leskov 7e, Valeri Likhatchev 9e, Boris Choukhov 13e, Amuz Gubaidulin 20e, Yuri Lavruschkin 21e, Mikhail Sobolev 30e.
- 1977 : Evgueni Barienikov 9e, Andres Jacobson  12e, Paoul Tchatchis 37e, Alguis Motskous 46e, Viktor Pantchenkov 47e.
- 1978 : Sergueï Chelpakov 17e, Vladimir Leskov 30e.
- 1979 : Leon Dejits 5e, Vladimir Maschovski 10e, Viktor Chutnev 19e
- 1980 : Sergei Kopirin 31e, Alexeï Abramenko 38e, Valeri Manakhov 40e, Yuri Siverstov 47e, Viktor Sikout 55e
- 1981 : Leon Dejits 4e, Pavel Mujitski 6e, Valeri Tchaplyguine 8e, Nikolai Biushkin 47e, Yuri Evsievitch 49e,
- 1982 : Leon Dejits 5e, Nikolai Kossiakov 7e, Pavel Mujitski 22e, Sergei Kopirin 39e, Evgueni Korolkov 42e, Nikolai Nikolaïev 48e.
- 1984 : Alexandre Krasnov 2e, Mikhail Svechnikov 4e, Viatcheslav Ekimov 7e, Alexandre Kulikov 12e, Andrei Stepanov 32e, Sergeï Khmelinine 34e.
- 1985 : Viatcheslav Ekimov 4e, Alexandre Kulikov 14e, Andrei Stepanov 17e, Alexandre Krasnov 20e, Sergeï Khmelinine 48e, Viktor Manakov 62e
- 1986 : Nikolai Kossiakov 35e, Evgueni Antonovitch 56e, Vladimir Vologdin 62e.
- 1987 : Dimitri Konyshev 1er, Sergei Uslamin 3e, Vladimir Poulnikov 11e, Vasyl Zhdanov 18e, Viktor Klimov 40e, Piotr Ugrumov 41e.

### Olympia's Tour(Tour de Hollande amateurs)
Deux coureurs soviétiques ont remporté le Tour de Holland amateurs : Oleg Logvine en 1980, Assiat Saitov en 1984.
Plusieurs  ont remporté des étapes : Viktor Leskov, une en 1977; Yuri Petrov, une en 1978, une en 1981; Anatoli Yarkine, une en 1979 ; Oleg Logvine, trois en 1980, Aavo Pikkuus et Vladimir Kuznetzov, chacun une en 1980 ; Alexandre Krasnov, une en 1981 ; Yuri Loupalenko, une en 1983 ; Assiat Saitov, deux en 1984 ; Marat Ganeïev, une en 1986 ; Sergueï Outschakov, une en 1988.

#### Classement par équipes
L'équipe soviétique remporte le classement par équipes en 1980, 1982, 1983, et 1985.

#### Classement individuel
- 1971 : Valeri Likhatchev 40e, Yuri Mikhaïlov 45e, A. Vodjanov 49áe, Nikolai Dmitruk 55e, Boris Choukhov 88e
- 1972 : Evgueni Smetanin 8e, Ivan Skosirev 15e, Yuri Osintcev 26e, Valeri Iardy 49e
- 1974 : Pavel Golubnichy 25e, Vladimir Osokin 44e, N. Sidorenko 71e
- 1975 : P. Domojkin 23e, Kruglov 27e, N. Kraskov 34e, Pavel Golubnichy 53e, Viktor Panchenkov 67e
- 1976 : Saïd Gusseïnov 13e, Serguei Kolyev 18e, Vikenti Basko
- 1977 : Viktor Leskov 25e, Y. Korolev 42e, Pavel Golubnichy 45e, Yuri Petrov 49e, N. Sidorenko 50e
- 1978 : Viktor Chutenev 11e, Yuri Petrov 17e, Igor Beliakov 29e, V. Boliachanski 50e, A. Timofeev 60e
- 1979 : Viatcheslav Dedenov 19e, Vladimir Kuznetzov 35e, Oleg Logvine 38e, Anatoli Yarkine 46e
- 1980 : Oleg Logvine 1er, Viatcheslav Dedenov 2e, Aavo Pikkuus 3e, Vladimir Kuznetzov 18e, Viktor Manakov 26e, Oleg Klenikov 33e, Yuri Petrov 40e, Alexandre Kulikov 45e, Alexandre Krasnov 46e, Nikolai Kouznetzov 58e
- 1981 : Alexandre Krasnov 3e, Alexandre Kulikov 15e, Viktor Manakov 25e
- 1982 : Alexandre Krasnov 2e, Viktor Manakov 8e, Yuri Petrov 15e, Igor Guerassimov 24e, Oleg Klenikov...
- 1983 : Sergueï Navolokine 5e, Sergueï Voronine 7e, Igor Lopalenko ...
- 1984 ; Assiat Saitov 1er, Yuri Korokov 10e
- 1985 : Arvid Tammesalu 4e, Vitali Kojinski 8e
- 1986 : Marat Ganeïev 4e, Gintautas Umaras 7e
- 1988 : Oleg Polotnikov 19e

### Tour de Pologne
- L'équipe d'URSS participait rarement au Tour de Pologne. La première participation soviétique a lieu en 1960[31]. Il faut atteindre 1967 pour une deuxième présence. Aucune victoire individuelle jusqu'à 1991, et une seule victoire par équipes... en 1960.

#### Quelques étapes
- 1960 : Antas Vjaravas (1)
- 1967 : Nikolai Fadeev (1), Alexandre Kulibin (1)
- 1983 : Sergei Krivocheev prologue; Youri Barinov (1)
- 1988 : Djamolidine Abdoujaparov (2)
- 1990 : Gregori Ischenko (1)
- 1991 : Vladimir Perelazny

#### Coureurs classés
- 1960 : Anatoli Olizarenko 3e; Antas Vjaravas 6e; Alexeï Petrov 17e
- 1967 : Alexandre Kulibin 2e; Nikolai Fadeev 8e; Gainan Saidschushin 17e Ants Jeret 18e
- 1969[32] : Alexandre Kulibin 5e
- 1970 : Viktor Petrov 21e; Nikolai Slobodeniuk 24e; Igor Moskalev 32e; Dmitri Trichin 44e
- 1979 : Oleg Filchin 19e; Sergueï Chpak 29e; Sergueï Voronine 47e; Vladimir Volochin 48e; Sergueï Starodoubchev 60e; Nikolaï Doudine 72e
- 1980' : Sergueï Starodoubchev 37e; Jaan Veerana 64e;
- 1983 : Youri Barinov 10e; Sergei Krivocheev 17e; Dmitri Vulfson 41e; Sergueï Yermaschenko 42e;
- 1986 : Vitali Bogdanov 11e; Youri Kachirine 21e; Oleg Berg 63e
- 1987 : Igor Andilevko 12e; Alvare Murde 65e; Jaan Kirsipuu 68e
- 1988 : Arvid Tammesalu 2e; Djamolidine Abdoujaparov 8e; Rikho Suun 12e; Dimitri Konyshev 18e; Vladimir Kuteipov 22e; Vasyl Zhdanov 23e; Assiat Saitov 24e; Evgeni Zagrebelny 26e; Viktor Klimov 28e; Igor Sumnikov 38e; Sergueï Outschakov 41e; Valeri Sapronov 55e

### Circuit de la Sarthe(France)
Le Circuit de la Sarthe a été dès le début des années 1970 un des terrains de préparation et de sélection pour la Course de la Paix de l'équipe d'URSS. Jusqu'en 1990, soit en 20 années, les soviétiques engagent une équipe dans 15 éditions. Pour 8 de celles-ci, le vainqueur du classement final individuel est soviétique : 3 vainqueurs jusqu'en 1974 lorsque l'épreuve est ouverte aux seuls amateurs, 5 de 1975 à 1990 alors que la course est "open" .
- Ces 8 vainqueurs sont :  Vladislav Nelyubin (1971), Nikolaï Gorelov (1973) Ivan Skosirev (1974), Aavo Pikkuus (1977), Youri Barinov (1981) , Ivan Mitchenko (1982), Piotr Ugrumov (1987), Dimitri Zhdanov (1990).

#### Classement par équipes
- L'équipe d'URSS remporte ce classement en 1971, 1973, 1974 (épreuve amateurs), 1981, 1982, 1985, 1990 (épreuve"open")

#### classement général individuel
- 1971 : Vladislav Nelyubin 1er, Vladimir Sokolov 5e, Yuri Ozintsev 7e, Vassili Bielussov 10e vainqueur de la 4e étape, Ringolds Kalnenieks...
- 1973 : Nikolaï Gorelov 1er, vainqueur de la 3e étape, Alexandre Gussiatnikov 4e, Valeri Likhatchev 10e, Vladislav Nelyubin 15e, Alexandre Yudine vainqueur de la 2e étape...
- 1974 : Ivan Skosirev 1er, Aavo Pikkuus 3e, Yuri Lavruschkin 6e, Yuri Mikhaïlov 11e, vainqueur de la 2e étape, Nikolaï Gorelov 13e, Valeri Likhatchev 17e, vainqueur de la 4e étape[33]
- 1975 : Vladimir Osokin 7e, Aavo Pikkuus 9e, Sergueï Morozov 16e, Alexandre Gussiatnikov 25e, Andres Jacobson 40e, Boris Issaiev 56e[34].
- 1977 : Aavo Pikkuus 1er, Yuri Zajac 5e, Vladimir Osokin 8e, Valeri Tchaplyguine 12e, Alexandre Averine 18e.
- 1978 : Vladimir Osokin 6e, Saïd Gusseïnov 7e, Yuri Zacharov 9e, Alexandre Gussiatnikov 15e, Sergeï Nikitenko 22e
- 1979 : Aavo Pikkuus 3e, Sergeï Nikitenko 4e, Sergueï Soukhoroutchenkov 6e, Alexandre Averine 11e, Sergueï Morozov 15e
- 1981 : Youri Barinov 1er, Ivan Mitchenko 2e, Charkid Zagretdinov 3e, Youri Kachirine 6e, Oleg Logvine 8e, Sergueï Soukhoroutchenkov 18e,
- 1982 : Ivan Mitchenko 1er, Anatoli Yarkine 3e, Youri Barinov 4e, Sergueï Soukhoroutchenkov 5e, Viktor Demidenko 10e, Charkid Zagretdinov 13e.
- 1983 : Viktor Demidenko 4e, Oleh Petrovich Chuzhda 5e, Youri Kachirine 11e, Rikho Suun 14e, Piotr Ugrumov 19e, Ivan Mitchenko 35e
- 1985 : Viktor Demidenko 3e, Oleg Iarochenko 4e, Sergei Uslamin 8e, Sergueï Voronine 9e, Sergueï Gavrilko 15e, Djamolidine Abdoujaparov 23e.
- 1987 : Piotr Ugrumov 1er, Sergei Smievsky 5e, Sergei Uslamin 11e, Alexandre Zinoviev 32e, Ivan Ivanov 34e.
- 1988 : Viatcheslav Ekimov 2e, Dimitri Zhdanov 5e, Sergeï Khmelinine 7e, Dmitri Nelyubin 18e, Alexandre Krasnov 23e, Viktor Manakov 27e
- 1989 : Viatcheslav Ekimov 2e,
- 1990 : Dimitri Zhdanov 1er, Dmitri Nelyubin 4e, Vladislav Bobrik 15e, Mikhail Orlov 16e, Evgueni Berzin 20e

### Étoile des Espoirs
Une équipe d'URSS a participé à deux éditions de cette course

#### Classement par  équipes
- Victoire  en 1975

#### Classement individuel
- 1975 : Nikolaï Gorelov 4e, Saïd Gusseïnov 6e, Valeri Tchaplyguine 9e, Aavo Pikkuus 14e
- 1976 : Alexandre Averine 7e, Saïd Gusseïnov 11e, Nikolaï Gorelov 32e, Anatoli Slaouta 39e.

### Tour de Suède
Organisé  selon une périodicité  régulière jusqu'en 1982, le Tour de Suède amateurs (Six jours de Suède) est fréquenté plusieurs fois par les cyclistes soviétiques qui triomphent une fois au challenge du classement des équipes : en 1975.

#### victoires d'étape
- 1967 : 2 victoires d'étapes de   Pepp Iyffert
- 1973 : 2 victoires d'étapes Nikolaï Gorelov (prologue), Valeri Likhatchev 3e étape
- 1975 : 2 victoires d'étapes Anatoli Onegov, Alexandre Tikhonov

#### Classement
- 1975 : Anatoli Onegov, 6e, Alexandre Tikhonov, 7e, Sergueï Morozov 10e, Yuri Zajac, 12e.
- 1973 : Nikolaï Gorelov 2e, Igor Moskalev 6e, Valeri Likhatchev 7e

### Grand Prix Guillaume Tell
L'équipe soviétique participe à l'épreuve suisse dès la deuxième édition de ce "tour". Aucun succès individuel n'est à relever. 
- 3 victoires au classement collectif : 1971, 1973, 1978

#### victoires d'étapes
- 1971 : Nikolaï Dmitruk (1), Alexandre Gussiatnikov (1)
- 1972 : Alexandre Gussiatnikov (1)
- 1973 : Équipe d'URSS (prologue contre-la-montre), Nikolaï Gorelov (1), Igor Moskalev (1), Valeri Likhatchev (1)
- 1974 : Aavo Pikkuus (2)
- 1975 : Alexandre Gussiatnikov (1)
- 1978 : Sergueï Morozov (1)
- 1982 : Ramazan Galaletdinov (1); Sergueï Soukhoroutchenkov (1)
- 1983 : Vladimir Volochin (1) Nikolai Kossiakov (1)

#### Classements
- 1971 : Dmitri Trichin 2e, Alexandre Gussiatnikov 3e, Nikolaï Dmitruk 7e
- 1972 : Alexandre Gussiatnikov 4e, Nikolaï Gorelov 14e. Autres : Evgeni Smetanin
- 1973 : Nikolaï Gorelov 3e, Andris Jakobson 6e. Autres : Vladislav Nelyubin, Valeri Likhatchev, Igor Moskalev, Yuri Lavruschkin, Boris Choukhov
- 1974 : Saïd Gusseïnov 3e, Aavo Pikkuus 9e, Boris Issaiev 13e, Alexandre Gussiatnikov 14e. Autre : Vikenti Basko.
- 1975 : Alexandre Gussiatnikov 2e. Autres : Vitaoutas Galinauskas, Boris Issaiev, Vladimir Chapovalov
- 1978 : Sergueï Soukhoroutchenkov 4e, Alexandre Averine 5e, Serguei Morozov 7e. Autres : Saïd Gusseïnov, Vladimir Chapovalov.
- 1979 : Sergueï Soukhoroutchenkov 4e, Alexandre Gussiatnikov 7e, Ramazan Galaletdinov 9e. Autre : Alexandre Averine
- 1982 : Ivan Mitchenko 10e. Autres : Ramazan Galaletdinov, Sergueï Soukhoroutchenkov, Sergei Krivocheev
- 1983 : Viktor Demidenko 4e, Ivan Ivanov 5e, Nikolai Kossiakov 6e. Autre : Vladimir Volochin
- 1985 : Rikho Suun 2e
- 1988 : Sergei Uslamin 4e, Piotr Ugrumov 7e.